# Ауди 80
„Ауди 80“ (Audi 80) е модел големи автомобили (сегмент D) на германската компания „Ауди“, произвеждан в периода 1972 – 1995 година в четири последователни поколения, наследник на „Ауди F103“. В Северна Америка този модел се продава за кратко под името „Ауди Фокс“, а по-късно като „Ауди 4000“. В гамата на „Ауди F103“ също има версия „Ауди 80“, но тя не е отделен модел Ауди, а е наименование, показващо мощността на двигателя. В края на 1994 г. спира производството на варианта седан, а година по-късно – и на варианта комби на „Ауди 80“, като моделът е наследен от „Ауди А4“.
През 1984 – 1991 година се произвежда вариант с подобрено поведение на второто и третото поколение на модела, продаван под името „Ауди 90“.

## Първо поколение – B1 (1972 – 1978)
Първото поколение на „Ауди 80“ се произвежда между 1972 и 1978 г. Продадени са над 1 милион екземпляра.

### Тип 80
Модерният концепт, съчетан с прогресивни технологии, някои „взети на заем“ от автомобилния спорт, е ръководещ за моделите на „Ауди“ и „Фолксваген“ през 70-те години. Леката каросерия и икономичните мотори се нравят на купувачите, особено след петролната криза през 1973 г. Двигателите на „Ауди 80“ се използват и във „Фолксваген Голф“ и години наред представляват базата на всички двигатели на „Фолксваген“.
Този модел на „Ауди“ се предлага като седан с две и четири врати. Ауди 80 В1 веднага се превръща в пазарен хит. През 1974 г. е извършен малък фейслифт, при който металната решетка на радиатора е заменена с пластмасова, а дизайнът на броните е променен.

### Тип 82
Първото поколение на „Ауди 80“ претърпява основен фейслифт през 1976 г., а обозначението на модела става „Тип 82“. Формата на каросерията е променена така, че да прилича на тази на „Ауди 100“. Използваните двигатели са същите като при „Тип 80“ и са с мощност от 55 до 110 к.с.

### Варианти
| Модел                             | Години          | Мощност на двигателя |
| --------------------------------- | --------------- | -------------------- |
| Ауди 80 Ауди 80 L                 |                 | 75 kW (103 к.с.)     |
| Ауди 80 S Ауди 80 LS Ауди 80 GLS  | от 1976         | 55 kW (75 к.с.)      |
| Ауди 80 GL Ауди 80 LS Ауди 80 GLS | до 1976 от 1976 | 63 kW (85 к.с.)      |
| Ауди 80 GT                        | 1973 – 1975     | 74 kW (100 к.с.)     |
| Ауди 80 GTE                       | от 1975         | 81 kW (110 к.с.)     |
| Ауди 80 GLX                       | 1978            | 63 kW (85 к.с.)      |

### Експорт
Първата генерация на „Ауди 80“ се продава в САЩ под името „Ауди Фокс“. Там се предлага и комби вариантът „Ауди Фокс Стейшън Уагън“, който във Великобритания и ЮАР се нарича „Ауди 80 Естейт“.

## Второ поколение – B2 (1978 – 1986)
Второто поколение на „Ауди 80“ е произвеждано в периода 1978 – 1986. „Тип 81“ е обозначението на версията с предно задвижване, а „Тип 85“ – на тази с всеприводно задвижване.

### Тип 81
През септември 1978 г. „Ауди“ представя модела „Ауди 80 В2“. Първоначално се предлага като седан с четири врати, а по-късно и с две врати. Каросерията и вътрешното пространство са по-големи в сравнение с модела „Ауди 80 В1“.
Първоначално по дизайна на „Ауди 80 В2“ работи Клаус Луте, но след като напуска в посока „БМВ“ неговата версия е основно преработена от италианеца Джорджето Джуджаро. По форма втората генерация на „Ауди 80“ прилича на модела „Ауди 100 С2“. През 1980 г. към гамата двигатели е добавен и 1,6 литров дизелов мотор. Както и в други модели на „Фолксваген“ и „Ауди“ в началото на 80-те, в началото на 1981 г. е представена „Formel e“ – икономична версия, при която при спряло движение (на светофар, задръстване) моторът може да бъде изключен посредством натискане на копче и после включен с едновременно натискане на газта и амбреажа. Тя е снабдена и с индикатор за превключване на по-горна скорост, както и с икономична пета скорост, наречена „Е“, с което се цели по-малък разход на гориво.
През 1984 г. е направен фейслифт, след който моделът заприличва още повече на „Ауди 100“ – сменен е дизайнът на фаровете и стоповете, броните и др.

### Тип 85
През ноември 1982 е представен моделът „Ауди 80 куатро“. Това е първият седан в серийно производство с перманентно задвижване 4х4.

### Варианти
| Бензин              | Бензин                  | Бензин            | Бензин                                                        | Бензин   |
| Модел               | Години                  | Обем на двигателя | Мощност                                                       | Цилиндри |
| ------------------- | ----------------------- | ----------------- | ------------------------------------------------------------- | -------- |
| Ауди 80 1.3         | 1978 – 1981 1981 – 1986 | 1272 cm³ 1296 cm³ | 40 kW (55 к.с.) 44 kW (60 к.с.)                               | 4        |
| Ауди 80 1.6         | до 1983 от 1983         | 1588 cm³ 1595 cm³ | 55 kW (75 к.с.) 63 kW (85 к.с.) 55 kW (75 к.с.)               | 4        |
| Ауди 80 1.8         | до 1983 до 1984 от 1986 | 1781 cm³          | 66 kW (90 к.с.) 66 kW (90 к.с.) с катализатор 65 kw (88 к.с.) | 4        |
| Ауди 80 GLE         | 1979 – 1982             | 1588 cm³          | 81 kW (110 к.с.)                                              | 4        |
| Audi 80 GTE         | 1983 – 1986 1985 – 1986 | 1781 cm³          | 81 kW (112 к.с.) 81 kW (110 к.с.) с катализатор               | 4        |
| Ауди 80 CD 5S       | 1981 – 1983             | 1921 cm³          | 85 kW (115 к.с.)                                              | 5        |
| Ауди 80 CD 5E       | 1983 – 1984             | 1994 cm³          | 85 kW (115 к.с.)                                              | 5        |
| Ауди 80 quattro     | 1982 – 1984 1984        | 2144 cm³ 1994 cm³ | 100 kW (136 к.с.) 85 kW (115 к.с.)                            | 5        |
| Дизел               |                         |                   |                                                               |          |
| Модел               | Години                  | Обем на двигателя | Мощност                                                       | Цилиндри |
| Ауди 80 Diesel      | от 1980                 | 1588 cm³          | 40 kW (54 к.с.)                                               |          |
| Ауди 80 Turbodiesel | от 1982                 | 1588 cm³          | 51,5 kW (70 к.с.)                                             |          |

### Експорт
„Ауди 80“ се продава на северноамериканския пазар от 1979 г. Там този модел се нарича „Ауди 4000“ и има известни разлики в сравнение с европейския, състоящи се в някои визуални детайли, двигателите и оборудването.

### Ауди 90 B2
Първото поколение на „Ауди 90“ е вариант с подобрено поведение на базата на „Ауди 80 В2“. Дизайнерският екип начело с Хартмут Варкус променя някои елементи на каросерията и на външен вид „Ауди 90“ повече прилича на третата генерация „Ауди 100“.
Броните са с нов дизайн и са изработени от термопласт, предните мигачи и фаровете за мъгла са монтирани на предната броня, отзад светлините са „слети“. Някои от екстрите срещу допълнително заплащане са серво (серийно при модела с 2.2-литров двигател), антиблокираща система (само за гореспоменатия модел), електрически задвижвани стъкла и огледала, електрически отваряем шибидах, климатик, темпомат. Седалките и облицовката на вратите са от велур. „Ауди 90“ може да бъде закупен както с предно задвижване, така и със системата „quattro“.

#### Двигатели
| Бензин                 | Бензин | Бензин   | Бензин            | Бензин        | Бензин                 |
| Модел                  | Тип    | Обем     | Мощност           | Макс. скорост | Ускорение 0 – 100 km/h |
| ---------------------- | ------ | -------- | ----------------- | ------------- | ---------------------- |
| 2.0                    | 81     | 1994 cm³ | 85 kW (115 к.с.)  | 187 km/h      | 9,5 s                  |
| 2.0 с нерегулиран кат. | 81     | 1994 cm³ | 84 kW (113 к.с.)  | 181 km/h      | 11,7 s                 |
| 2.2                    | 81     | 2226 cm³ | 100 kW (136 к.с.) | 200 km/h      | 8,6 s                  |
| 2.2 с регулиран кат.   | 81     | 2226 cm³ | 85 kW (115 к.с.)  | 187 km/h      | 9,5 s                  |
| 2.2                    | 85     | 2226 cm³ | 100 kW (136 к.с   | 200 km/h      | 9 s                    |
| 2.2 с регулиран кат.   | 85     | 2226 cm³ | 88 kW (120 к.с.)  | 189 km/h      | 9,6 s                  |
| Дизел                  |        |          |                   |               |                        |
| Модел                  | Тип    | Обем     | Мощност           | Макс. скорост | Ускорение 0 – 100 km/h |
| 1.6 TD                 | 81     | 1588 cm³ | 51 kW (70 к.с.)   | 160 km/h      | 14,4 s                 |

### Ауди Купе и Ауди Куатро
Ауди Купе и Ауди Куатро са модели, разработени на базата на „Ауди 80 В2“ и за първи път са представени пред обществеността през 1980 г.

## Трето поколение – B3 (1986 – 1991)
Третото поколение на „Ауди 80“ – „В3“, известна още като „Тип 89“, наследява втората през 1986 г. Този модел е първият седан от среден клас с напълно галванизирана каросерия, което го прави по-устойчив срещу ръжда. Защитният слой се оказва толкова устойчив, че Ауди удължава гаранцията против корозия от осем на десет и после дванадесет години и използва същата технология и в днешните си модели. Като алтернатива на еърбега може да бъде поръчана системата „Procon-ten“. Тя представлява система от стоманени въжета, свързващи кормилото и колана с моторния блок. При челен удар въжетата издърпват волана напред към двигателя, а колана – към седалката и по този начин се предотвратява съприкосновение на главата с кормилото. С изключение на вариантите с дизелови и 1.6 литрови бензинови мотори, всички други могат да бъдат закупени и със системата „quattro“.
На базата на „В3“ е произведена втората генерация на „Ауди Купе“. Също като втората генерация, и „Ауди 80 В3“ има луксозен вариант, наречен „Ауди 90“.
Моделите предназначени за експорт този път остават с наименованието „Ауди 80“.

### Варианти на двигателя
| Бензин              | Бензин                     | Бензин                                                           | Бензин                                                            |
| Модел               | Обем на двигателя          | Мощност                                                          | Пояснение                                                         |
| ------------------- | -------------------------- | ---------------------------------------------------------------- | ----------------------------------------------------------------- |
| Ауди 80             | 1576 cm³ 1595 cm³ 1781 cm³ | 51 kW (70 к.с.) 55 kW (75 к.с.) 75 kW (102 к.с.) 55 kW (75 к.с.) | с регулиран катализатор без катализатор с нерегулиран катализатор |
| Audi 80 1.8S        | 1760 cm³ 1781 cm³          | 65 (66) kW (88 (90) к.с.) 66 kW (90 к.с.)                        | с регулиран и нерегулиран кат.                                    |
| Audi 80 1.8E        | 1781 cm³                   | 82 kW (115 к.с.)                                                 | без катализатор                                                   |
| Audi 80 1.9E        | 1826 cm³                   | 83 kW (116 к.с.)                                                 | с регулиран катализатор                                           |
| Audi 80 2.0E        | 1984 cm³                   | 83 (85) kW (113 (114) к.с.)                                      | с регулиран катализатор                                           |
| Audi 80 16V         | 1984 cm³                   | 101 kW (137 к.с.)                                                | с регулиран катализатор                                           |
| Audi 80 1.9 quattro | 1847 cm³                   | 83 kW (113 PS)                                                   | KE-Jetronic 2.1                                                   |
| Дизел               |                            |                                                                  |                                                                   |
| Модел               | Обем на двигателя          | Мощност                                                          | Пояснение                                                         |
| Audi 80 Diesel      | 1588 cm³ 1864 cm³          | 40 kW (54 к.с.) 50 kW (68 к.с.)                                  |                                                                   |
| Ауди 80 Turbodiesel | 1588 cm³                   | 59 kW (80 к.с.)                                                  |                                                                   |

### Ауди 90 B3
Второто поколение на „Ауди 90“ се произвежда в периода 1987 – 1991 г. на базата на третата генерация „Ауди 80“, като и тя прилича повече на „Ауди 100“. Солидната ѝ конструкция, напълно галванизираната каросерия, както и висококачествените материали за интериора допринасят за това да има много добре запазени екземпляри.
Само вариантите с 2.3Е и 20V двигатели могат да бъдат закупени със системата „quattro“.

#### Двигатели
| Бензин | Бензин   | Бензин                              | Бензин        | Бензин                 |
| Модел  | Обем     | Мощност                             | Макс. скорост | Ускорение 0 – 100 km/h |
| ------ | -------- | ----------------------------------- | ------------- | ---------------------- |
| 2.0Е   | 1994 cm³ | 85 kW (115 к.с.)                    | 196 km/h      | 10,2 s                 |
| 2.3Е   | 2309 cm³ | 98 kW (133 к.с.) 100 kW (136 к.с.)  | 206 km/h      | 9,2 s                  |
| 20V    | 1994 cm³ | 117 kW (160 к.с.)                   | 215 km/h      | 8,9 s                  |
| 20V    | 2309 cm³ | 123 kW (167 к.с.) 125 kW (170 к.с.) | 220 km/h      | 8,6 s                  |
| Дизел  |          |                                     |               |                        |
| Модел  | Обем     | Мощност                             | Макс. скорост | Ускорение 0 – 100 km/h |
| TD     | 1588 cm³ | 59 kW (80 к.с.)                     | 174 km/h      | 14,6 s                 |

## Четвърто поколение – B4 (1991 – 1995)
„Ауди 80 В4“ (1991 – 1995) е последното поколение от серията „Ауди 80“, която след това е заменена от „Ауди А4“. Шасито отчасти е базирано на това на предходния модел. Основната разлика се състои в новата задна ос, заради която разстоянието между осите и съответно дължината на автомобила се увеличава с 8 сантиметра. Благодарение на новата ос задните седалки могат да се свалят, а резервоарът е хоризонтален. Той позволява багажникът да бъде плосък и дълбок. Това от своя страна е предпоставка за направата на комби версия, представена официално през 1992 г. На външен вид „Ауди 80 В4“ прилича на „Ауди 100 С4“. Някои от другите разлики в сравнение с третата генерация са промененият дизайн на броните и капака на мотора, като решетката на радиатора вече е част от него, серийните 15-цолови джанти, промени в климатичната система, употребата на по-качествени материали за интериора и др.

### Варианти
Двата модела с шестцилиндрови двигатели леко се различават от събратята си. Предните мигачи са монтирани на бронята, което освобождава място за двойни халогенни фарове. Дръжките на вратите и кутиите на страничните огледала са боядисани в цвета на колата. Имат двоен накрайник на ауспуха.
През 1992 г. е представена комби версия, която носи името „Ауди 80 Авант“. Съдейки по задницата може да се предположи, че тя е била разработена още по времето на третата генерация – стоповете например са идентични с тези на „Тип 89“.
През 1994 г. е показан специален модел с наименованието „Europa“. Като базисно оборудване има елементи, които при стандартното „Ауди 80 В4“ могат да бъдат поръчани като екстри, например електрически задвижвани огледала и електрически шибидах, алуминиеви джанти, еърбег, облегалки за глава на задната седалка, както и пет специални цвята.
Същата година е произведена лимитираната серия (2500 екземпляра) „Competition“. Това се прави, за да бъде покрито изискването за участие в сериите STW, а именно серийно производство на определен брой „улични“ екземпляри, от модела, предназначен за участие в състезанията. Този вариант притежава предницата на „Ауди Купе“ и е снабден с 16-цолови алуминиеви джанти, заден спойлер и системата „quattro“. С модела се продават допълнителни части за собственоръчно монтиране – спойлер за предната броня и чаркове, с които задният спойлер може да стане по-висок. Употребата на тези части в нормални условия обаче не е разрешена.
В Европа луксозната версия „Ауди 90“ отново се продава като „Ауди 80“.

### Варианти на двигателя
| Бензин           | Бензин            | Бензин            | Бензин                                                 | Бензин           |
| Модел            | Обем на двигателя | Мощност           | Пояснение                                              | Код на двигателя |
| ---------------- | ----------------- | ----------------- | ------------------------------------------------------ | ---------------- |
| Ауди 80 1.6      | 1595 cm³          | 52 kW (71 к.с.)   |                                                        | ABM              |
| Ауди 80 1.6E     | 1595 cm³          | 74 kW (101 к.с.)  |                                                        | ADA              |
| Audi 80 2.0      | 1984 cm³          | 66 kW (90 к.с.)   |                                                        | ABT              |
| Audi 80 2.0E 8V  | 1984 cm³          | 85 kW (115 к.с.)  |                                                        | ABK              |
| Audi 80 2.0E 16V | 1984 cm³          | 103 kW (140 к.с.) | монтиран в модела Competition                          | ACE              |
| Audi 80 2.2      | 2226 cm³          | 169 kW (230 к.с.) | петцилиндров с турбо компресор. Монтиран в S2 quattro  | ABY              |
| Audi 80 2.2      | 2226 cm³          | 315 к.с.          | петцилиндров с турбо компресор. Монтиран в RS2 quattro | ADU              |
| Audi 80 2.3E     | 2309 cm³          | 98 kW (133 к.с.)  | петцилиндров                                           | NG               |
| Audi 80 2.6E 12V | 2598 cm³          | 110 kW (150 к.с.) | шестцилиндров                                          | ABC              |
| Audi 80 2.8E 12V | 2771 cm³          | 128 kW (174 к.с.) | шестцилиндров                                          | AAH              |
| Дизел            |                   |                   |                                                        |                  |
| Модел            | Обем на двигателя | Мощност           | Пояснение                                              | Код на двигателя |
| Audi 80 1.9 TD   | 1896 cm³          | 55 kW (75 к.с.)   | четирицилиндров с турбо компресор                      | AAZ              |
| Ауди 80 1.9 TDI  | 1896 cm³          | 66 kW (90 к.с.)   | четирицилиндров с турбо компресор                      | 1Z               |